# Алмон ле Жини
Алмон ле Жини (фр. Almont-les-Junies) насеље је и општина у јужној Француској у региону Миди Пирене, у департману Аверон која припада префектури Вилфранш де Руерг.
По подацима из 2011. године у општини је живело 485 становника, а густина насељености је износила 20,42 становника/km². Општина се простире на површини од 23,75 km². Налази се на средњој надморској висини од 470 метара (максималној 556 m, а минималној 180 m).

## Демографија
| 1962. | 1968. | 1975. | 1982. | 1990. | 1999. | 2011. |
| ----- | ----- | ----- | ----- | ----- | ----- | ----- |
| 564   | 565   | 541   | 518   | 472   | 425   | 485   |

График промене броја становника у току последњих година